# Chrysochroa
A Chrysochroa a rovarok (Insecta) osztályának bogarak (Coleoptera) rendjébe, ezen belül a mindenevő bogarak (Polyphaga) alrendjébe és a díszbogárfélék (Buprestidae) családjába tartozó nem.

## Előfordulásuk
Kína, Franciaország, India, Indonézia, Laosz, Fülöp-szigetek, Japán, Malajzia, Dél-Korea, Srí Lanka, Taiwan, Tanzánia, Thaiföld, Vietnám.
Magyarországon egyetlen faja sem található meg.

## Rendszerezés
A nembe az alábbi fajok tartoznak:
- Chrysochroa agusanensis  Kurosawa, 1979
- Chrysochroa akiyamai Lander, 1989
- Chrysochroa alternans  Watterhouse, 1988
- Chrysochroa andamanensis Saunders, 1867
- Chrysochroa andrewesi
- Chrysochroa annamensis Bourgoin, 1924
- Chrysochroa assamensis Guérin-méneville, 1847
- Chrysochroa aurea Degeer, 1778
- Chrysochroa aurotibialis Deyrolle, 1864
- Chrysochroa baudoni Descarpentries, 1963
- Chrysochroa beaumonti
- Chrysochroa bicolor  Kurosawa, 1991 - 2 alfaj
- Chrysochroa bimanensis  Lansberge, 1879 - 1 alfaj
- Chrysochroa blairi Lander, 1989
- Chrysochroa bloetei Théry, 1935
- Chrysochroa bouqueti
- Chrysochroa brevicollis
- Chrysochroa browni Saunders, 1872
- Chrysochroa buqueti Gory, 1833 - 2 alfaj
- Chrysochroa caroli Perroud, 1853
- Chrysochroa castelnaudi Deyrolle, 1864 - 2 alfaj
- Chrysochroa castelnaudii Deyrolle, 1862
- Chrysochroa castelnaui  Deyrolle, 1862
- Chrysochroa celebensis Obenberger, 1932
- Chrysochroa celebigena Obenberger, 1935
- Chrysochroa chongi Endo, 1992
- Chrysochroa chrysura
- Chrysochroa coelicolor Obenberger, 1942
- Chrysochroa coeruleocephala Motschulsky, 1862
- Chrysochroa corbetti Kerremans, 1893
- Chrysochroa coreana
- Chrysochroa corporaali
- Chrysochroa crassicollis
- Chrysochroa cuprascens Waterhouse, 1881
- Chrysochroa deyrollii  Saunders, 1866
- Chrysochroa diana
- Chrysochroa didyma  Gory, 1840
- Chrysochroa eburnea Janson, 1874
- Chrysochroa edwardsi Hope, 1843
- Chrysochroa edwardsii Hope, 1842
- Chrysochroa edwardsii Hope, 1842 (Metallic Wood-boring Beetle)
- Chrysochroa elegans Thunberg, 1784
- Chrysochroa ephippigera White, 1843
- Chrysochroa falaizeae
- Chrysochroa fallaciosa Théry, 1923
- Chrysochroa fasciata Gory, 1840
- Chrysochroa fruhstorferi  C. O. Waterhouse, 1904
- Chrysochroa fulgens  Degeer, 1778 2 alfaj
- Chrysochroa fulgida  A. G. Olivier, 1790
- Chrysochroa fulgidissima  Schönherr, 1817 (Tamamushi) - 3 alfaj
- Chrysochroa fulminans (Fabricius, 1787) - 19 alfaj; típusfaj
- Chrysochroa fulvipes
- Chrysochroa gestroi Kurosawa, 1978
- Chrysochroa gratiosa  Ciski, 1900
- Chrysochroa holsti Waterhouse, 1890
- Chrysochroa holstii Waterhouse in Waterhouse & Gahan, 1890
- Chrysochroa igai
- Chrysochroa ignita Linnaeus, 1758
- Chrysochroa intermedia Lander, 1992
- Chrysochroa ixora Gory, 1840
- Chrysochroa japonensis Voet, 1806
- Chrysochroa jasienskii Hołyński, 2009
- Chrysochroa kaupii  Deyrolle, 1864
- Chrysochroa kerremansi  Théry, 1897
- Chrysochroa klapaleki Obenberger, 1924
- Chrysochroa kurosawai  Toyama & Kobayashi, 2001
- Chrysochroa landeri Hołyński, 2009
- Chrysochroa lepida  Gory, 1832
- Chrysochroa levior  Kerremans, 1893
- Chrysochroa limbata Nonfried, 1891
- Chrysochroa ludekingi Snellen von Vollenhoeven, 1864
- Chrysochroa ludekingii Snellen von Vollenhoeven, 1864
- Chrysochroa marginata  Gory, 1840
- Chrysochroa maruyamai  Akiyama, 1989
- Chrysochroa megardi Lander, 1992
- Chrysochroa mikado Obenberger, 1919
- Chrysochroa mirabilis Thomson, 1878
- Chrysochroa miribella Obenberger, 1939
- Chrysochroa mniszechi Deyrolle, 1861
- Chrysochroa mniszechii Deyrolle, 1861
- Chrysochroa mutabilis  A. G. Olivier, 1790
- Chrysochroa nigrovittata
- Chrysochroa obliqua  Kerremans, 1908
- Chrysochroa occellata Fabricius, 1775
- Chrysochroa ocellata (Fabricius, 1775) - 2 alfaj
- Chrysochroa opulenta Deyrolle, 1861 - 2 alfaj
- Chrysochroa parryi Saunders, 1867
- Chrysochroa perroteti Guérin-Méneville, 1840
- Chrysochroa perrotetii Guérin-Méneville, 1840
- Chrysochroa praelonga  White, 1843 1 alfaj
- Chrysochroa pseudofulgidissima  Han & Al., 2012
- Chrysochroa pseudoludekingii Lander, 1992
- Chrysochroa punctata  Piton, 1940
- Chrysochroa punctatissima
- Chrysochroa purpurascens  Ritsema, 1879 -  1 alfaj
- Chrysochroa purpurea  White, 1843
- Chrysochroa purpureiventris Deyrolle, 1864 – 3 alfaj
- Chrysochroa rajah Gory, 1840 – 5 alfaj
- Chrysochroa rogeri Dupont, 1832
- Chrysochroa rondoni  Descarpentries, 1964
- Chrysochroa rugicollis Saunders, 1866 – 2 alfaj
- Chrysochroa sakaii Ohmomo, 1999
- Chrysochroa sakali Ohmomo, 1999
- Chrysochroa sarasinorum Flach, 1887
- Chrysochroa saundersii Saunders, 1866
- Chrysochroa semperi Saunders, 1874
- Chrysochroa similis Saunders, 1867
- Chrysochroa sublineata  White, 1843
- Chrysochroa suturalis  Kerremans, 1893
- Chrysochroa tonkinensis  Descarpentries, 1948
- Chrysochroa toshioi  Ohmomo, 1999
- Chrysochroa toulgoeti Descarpentries, 1982
- Chrysochroa unidentata Fabricius, 1775
- Chrysochroa vethi Ritsema, 1882
- Chrysochroa viridisplendens Théry, 1898
- Chrysochroa vittata (Fabricius, 1775)
- Chrysochroa wallacei Deyrolle, 1864
- Chrysochroa waterstradti Théry, 1923
- Chrysochroa weyersi Deyrolle, 1864
- Chrysochroa weyersii Deyrolle, 1864[2][3][4]

## Képgaléria
|  |  |  |  |

|  |  |  |  |

|  |  |  |  |

|  |  |  |

|  |  |

## További képek
- https://www.shutterstock.com/search/chrysochroa
- http://utenti.romascuola.net/bups/drmlands/chrysoc.htm
- http://eol.org/pages/3221329/media
- http://www.alaintruong.com/archives/2015/10/13/32772028.html
- https://www.flickr.com/photos/tags/chrysochroa/page1